# Едвард Чілуф'я
Едвард Чілуф'я (англ. Edward Chilufya, нар. 17 вересня 1999) — замбійський футболіст, півзахисник данського клубу «Мідтьюлланн».

## Кар'єра

### Клуб
Вихованець Академії Мпанде в Замбії, а в червні 2017 року потрапив до академії шведського «Юргордена». Підписав свій перший професійний контракт з клубом 15 лютого 2018 року. Дебютував за клуб у матчі Кубка Швеції проти «Геккена» (1:0) 12 березня 2018 року. А у Аллсвенскан вперше зіграв 24 травня 2018 року в грі проти «ІФК Гетеборг».

### Міжнародна
Чілуф'я виступав у складі молодіжної збірної Замбії до 20 років на домашньому юнацькому (U-20) чемпіонаті Африки 2017 року. Едвард допоміг Замбії виграти турнір, забивши один з голів у фіналі проти Сенегалу (2:0). Загалом же на турнірі Чілуф'я забив 4 голи і разом з двома іншими гравцями став найкращим бомбардиром турніру. Чілуф'я також представляв Замбію на молодіжному чемпіонаті світу 2017 року, де забив один гол і допоміг своїй команді пройти у чвертьфінал змагання. він також зіграв 3 гри на Кубку КОСАФА U-20 у тому ж 2017 році.
Chilufya був вперше викликаний до національної збірної Замбії на матч відбору до чемпіонату світу 2018 року проти Нігерії 7 жовтня 2017 року, але не потрапив до заявки через проблеми із документами.

## Статистика виступів

### Статистика виступів за збірну
Станом на 10 жовтня 2021 року
| Дата       | Місто   | Господарі  | Результат | Гості                | Турнір            | Голи | Примітки |
| ---------- | ------- | ---------- | --------- | -------------------- | ----------------- | ---- | -------- |
| 9-10-2020  | Найробі | Кенія      | 2 – 1     | Замбія               | товариський матч  | -    |          |
| 3-9-2021   | Нуакшот | Мавританія | 1 – 2     | Замбія               | Відбір до ЧС 2022 | -    | 58'      |
| 7-9-2021   | Ндола   | Замбія     | 0 – 2     | Туніс                | Відбір до ЧС 2022 | -    | 34' 59'  |
| 10-10-2021 | Лусака  | Замбія     | 1 – 1     | Екваторіальна Гвінея | Відбір до ЧС 2022 | -    | 60'      |
| Усього     |         | Матчів     | 4         |                      | Голів             | 0    |          |

## Титули і досягнення
- Переможець юнацького кубка Африки U-20 (1):

Замбія U-20: 2017
- Володар Кубка Швеції (1):

«Юргорден»: 2017-18
- Чемпіон Швеції (1):

«Юргорден»: 2019
- Володар Кубка Данії (1):

«Мідтьюлланн»: 2021-22